# Praca hamowania
Praca hamowania – praca odbierana od maszyny roboczej powodująca zmniejszenie energii potencjalnej lub kinetycznej tej maszyny. W systemach napędowych z hamowaniem odzyskowym, praca hamowania zamieniana jest najczęściej na energię elektryczną lub kinetyczną koła zamachowego. W układach ze zwykłym hamulcem mechanicznym, praca hamowania zamieniana jest na ciepło.
na podstawie:ISEP PW